# 謝弼
謝弼（しゃ ひつ、生没年不詳）は、後漢の官僚。字は輔宣。本貫は東郡東武陽県。

## 経歴
実直公正な人柄で郷里では宗師と仰がれていた。169年（建寧2年）、霊帝が有道の士を推挙するよう詔を下すと、謝弼は陳敦や公孫度とともに回答し、みな郎中に任じられた。
ときに青蛇が洛陽の前殿に現れ、大風によって木が抜けるといった怪事があったことから、霊帝は公卿以下に詔を下してその得失を論じさせた。謝弼は妖異を天の譴責とみなして、姦臣を排除し、陳蕃・王暢・李膺らを朝政に復帰させるよう求めた。
このため謝弼は霊帝の側近の宦官たちに憎まれ、広陵府丞に左遷された。謝弼は官を去って家に帰った。
中常侍の曹節の従子である曹紹が東郡太守となると、謝弼を憎んで収監させた。謝弼は拷問を受けて獄中で死去した。191年（初平2年）、司隷校尉の趙謙が謝弼の忠節を訴え、名誉回復させると、曹紹を収監してこれを斬り捨てて、棄市させた。

## 伝記資料
- 『後漢書』巻57 列伝第47